# Billboard Hot 100 cuối năm 2010

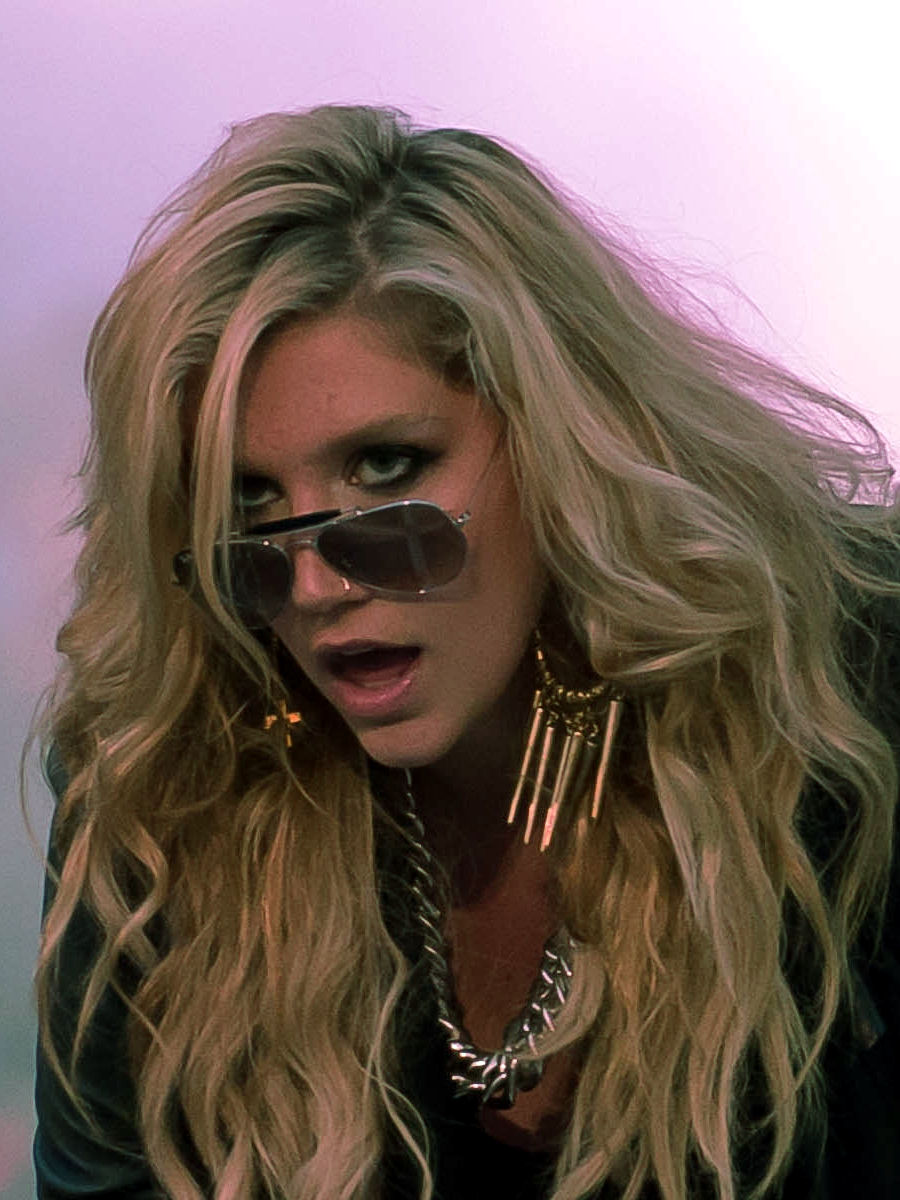
Đĩa đơn "Tik Tok" của Kesha đứng đầu bảng xếp hạng

Billboard công bố danh sách hàng năm của bài hát dựa trên biểu đồ hiệu suất trong quá trình của một năm dựa trên Nielsen Broadcast Data Systems và thông tin SoundScan. Đối với năm 2010, trong danh sách 100 bài hát Billboard Hot 100 Year- End hàng đầu được công bố vào ngày 8 tháng 12 và tính toán với dữ liệu từ ngày 05 tháng 12 năm 2009 đến hết ngày 27 tháng 11 năm 2010.Vị trí thứ nhất thuộc về bài hát Tik Tok của Késha với 9 tuần đứng thứ nhất của Bảng xếp hạng Billboard hot 100. Thành tích này khiến cô là ca sĩ nữ đầu tiên trong bảng xếp hạng Billboard cuối năm hot billboard 100 với đĩa đơn đầu tay.
| №   | Title                              | Artist(s)                                                       |
| --- | ---------------------------------- | --------------------------------------------------------------- |
| 1   | "Tik Tok"                          | Ke$ha                                                           |
| 2   | "Need You Now"                     | Lady Antebellum                                                 |
| 3   | "Hey, Soul Sister"                 | Train                                                           |
| 4   | "California Gurls"                 | Katy Perry hợp tác với Snoop Dogg                               |
| 5   | "OMG"                              | Usher hợp tác với will.i.am                                     |
| 6   | "Airplanes"                        | B.o.B hợp tác với Hayley Williams                               |
| 7   | "Love the Way You Lie"             | Eminem hợp tác với Rihanna                                      |
| 8   | "Bad Romance"                      | Lady Gaga                                                       |
| 9   | "Dynamite"                         | Taio Cruz                                                       |
| 10  | "Break Your Heart"                 | Taio Cruz hợp tác với Ludacris                                  |
| 11  | "Nothin' on You"                   | B.o.B hợp tác với Bruno Mars                                    |
| 12  | "I Like It"                        | Enrique Iglesias hợp tác với Pitbull                            |
| 13  | "BedRock"                          | Young Money hợp tác với Lloyd                                   |
| 14  | "In My Head"                       | Jason Derülo                                                    |
| 15  | "Rude Boy"                         | Rihanna                                                         |
| 16  | "Telephone"                        | Lady Gaga hợp tác với Beyoncé                                   |
| 17  | "Teenage Dream"                    | Katy Perry                                                      |
| 18  | "Just the Way You Are"             | Bruno Mars                                                      |
| 19  | "Cooler Than Me"                   | Mike Posner                                                     |
| 20  | "Imma Be"                          | The Black Eyed Peas                                             |
| 21  | "Empire State of Mind"             | Jay-Z và Alicia Keys                                            |
| 22  | "DJ Got Us Fallin' in Love"        | Usher hợp tác với Pitbull                                       |
| 23  | "Billionaire"                      | Travie McCoy hợp tác với Bruno Mars                             |
| 24  | "Not Afraid"                       | Eminem                                                          |
| 25  | "Replay"                           | Iyaz                                                            |
| 26  | "Sexy Bitch"                       | David Guetta hợp tác với Akon                                   |
| 27  | "Breakeven"                        | The Script                                                      |
| 28  | "Your Love Is My Drug"             | Ke$ha                                                           |
| 29  | "I Gotta Feeling"                  | The Black Eyed Peas                                             |
| 30  | "Fireflies"                        | Owl City                                                        |
| 31  | "Say Aah"                          | Trey Songz hợp tác với Fabolous                                 |
| 32  | "Find Your Love"                   | Drake                                                           |
| 33  | "Alejandro"                        | Lady Gaga                                                       |
| 34  | "Ridin' Solo"                      | Jason Derülo                                                    |
| 35  | "Just a Dream"                     | Nelly                                                           |
| 36  | "How Low"                          | Ludacris                                                        |
| 37  | "Like a G6"                        | Far East Movement hợp tác với The Cataracs và Dev               |
| 38  | "Carry Out"                        | Timbaland hợp tác với Justin Timberlake                         |
| 39  | "Haven't Met You Yet"              | Michael Bublé                                                   |
| 40  | "Club Can't Handle Me"             | Flo Rida hợp tác với David Guetta                               |
| 41  | "Down"                             | Jay Sean hợp tác với Lil Wayne                                  |
| 42  | "Bulletproof"                      | La Roux                                                         |
| 43  | "Whatcha Say"                      | Jason Derülo                                                    |
| 44  | "Baby"                             | Justin Bieber hợp tác với Ludacris                              |
| 45  | "Whataya Want from Me"             | Adam Lambert                                                    |
| 46  | "Mine"                             | Taylor Swift                                                    |
| 47  | "Only Girl (In the World)"         | Rihanna                                                         |
| 48  | "Live Like We're Dying"            | Kris Allen                                                      |
| 49  | "Hard"                             | Rihanna hợp tác với Jeezy                                       |
| 50  | "Young Forever"                    | Jay-Z hợp tác với Mr Hudson                                     |
| 51  | "Blah Blah Blah"                   | Ke$ha hợp tác với 3OH!3                                         |
| 52  | "Bottoms Up"                       | Trey Songz hợp tác với Nicki Minaj                              |
| 53  | "Do You Remember"                  | Jay Sean hợp tác với Sean Paul và Lil Jon                       |
| 54  | "All the Right Moves"              | OneRepublic                                                     |
| 55  | "According to You"                 | Orianthi                                                        |
| 56  | "My Chick Bad"                     | Ludacris hợp tác với Nicki Minaj                                |
| 57  | "You Belong with Me"               | Taylor Swift                                                    |
| 58  | "Meet Me Halfway"                  | The Black Eyed Peas                                             |
| 59  | "Take It Off"                      | Ke$ha                                                           |
| 60  | "Over"                             | Drake                                                           |
| 61  | "Animal"                           | Neon Trees                                                      |
| 62  | "Misery"                           | Maroon 5                                                        |
| 63  | "Magic"                            | B.o.B hợp tác với Rivers Cuomo                                  |
| 64  | "Paparazzi"                        | Lady Gaga                                                       |
| 65  | "Tie Me Down"                      | New Boyz hợp tác với Ray J                                      |
| 66  | "Your Love"                        | Nicki Minaj                                                     |
| 67  | "Party in the Hoa KỳA."            | Miley Cyrus                                                     |
| 68  | "Deuces"                           | Chris Brown hợp tác với Tyga và Kevin McCall                    |
| 69  | "3"                                | Britney Spears                                                  |
| 70  | "Impossible"                       | Shontelle                                                       |
| 71  | "Forever"                          | Drake hợp tác với Kanye West, Lil Wayne và Eminem               |
| 72  | "Two Is Better Than One"           | Boys Like Girls hợp tác với Taylor Swift                        |
| 73  | "My First Kiss"                    | 3OH!3 hợp tác với Ke$ha                                         |
| 74  | "Already Gone"                     | Kelly Clarkson                                                  |
| 75  | "Rock That Body"                   | The Black Eyed Peas                                             |
| 76  | "Secrets"                          | OneRepublic                                                     |
| 77  | "Naturally"                        | Selena Gomez & the Scene                                        |
| 78  | "Un-Thinkable (I'm Ready)"         | Alicia Keys                                                     |
| 79  | "All I Do Is Win"                  | DJ Khaled hợp tác với T-Pain, Ludacris, Snoop Dogg và Rick Ross |
| 80  | "I Made It (Cash Money Heroes)"    | Kevin Rudolf hợp tác với Birdman, Jay Sean và Lil Wayne         |
| 81  | "Stuck Like Glue"                  | Sugarland                                                       |
| 82  | "Hey Daddy (Daddy's Home)"         | Usher hợp tác với Plies                                         |
| 83  | "There Goes My Baby"               | Usher                                                           |
| 84  | "Today Was a Fairytale"            | Taylor Swift                                                    |
| 85  | "Say Something"                    | Timbaland hợp tác với Drake                                     |
| 86  | "Sweet Dreams"                     | Beyoncé                                                         |
| 87  | "Use Somebody"                     | Kings of Leon                                                   |
| 88  | "Undo It"                          | Carrie Underwood                                                |
| 89  | "Eenie Meenie"                     | Sean Kingston và Justin Bieber                                  |
| 90  | "Right Above It"                   | Lil Wayne hợp tác với Drake                                     |
| 91  | "The House That Built Me"          | Miranda Lambert                                                 |
| 92  | "If I Die Young"                   | The Band Perry                                                  |
| 93  | "The Only Exception"               | Paramore                                                        |
| 94  | "American Honey"                   | Lady Antebellum                                                 |
| 95  | "King of Anything"                 | Sara Bareilles                                                  |
| 96  | "Life After You"                   | Daughtry                                                        |
| 97  | "Smile"                            | Uncle Kracker                                                   |
| 98  | "Teach Me How to Dougie"           | Cali Swag District                                              |
| 99  | "Try Sleeping with a Broken Heart" | Alicia Keys                                                     |
| 100 | "Lover, Lover"                     | Jerrod Niemann                                                  |